# Rebecca Goldstein
Rebecca Goldstein, född 23 februari 1950, är en amerikansk författare och professor i filosofi.